# Frederic Carles de Wurttemberg-Winnental
Frederic Carles de Wurttemberg-Winnental (en alemany Friedrich Karl von Württemberg-Winnental) va néixer a Stuttgart (Alemanya) el 12 de setembre de 1652 i va morir de sífilis a la mateixa ciutat el 20 de desembre de 1698. Era un noble alemany, fill del duc Eberhard III (1614-1674) i d'Anna Caterina de Salm-Kyrburg (1614-1655).
El 27 de novembre de 1677, ja com a duc de Württemberg-Winnental, Frederic Carles va rebre de l'emperador Leopold I del Sacre Imperi Romanogermànic l'encàrrec de tutelar el ser nebot Eberhard Lluís de Wurttemberg i d'assumir la regència de la província de Württemberg, fins a la majoria d'edat d'Eberhard-Lluís, el 22 de gener de 1693. Com a compensació, l'emperador li va fer donació d'una important suma de diners i el nomenà mariscal imperial. El 1694 va combatre al costat de Lluís-Guillem I de Baden contra la invasió turca a les ribes del Rin, i va rebre pel seu valor la creu de l'ordre superior dels exèrcits imperials.

## Matrimoni i fills
El 31 d'octubre de 1682 es va casar amb Elionor Juliana de Brandenburg-Ansbach (1663-1724), filla del marcgravi Albert II de Brandenburg-Ansbach
(1620-1667) i de Sofia Margarida d'Oettingen-Oettingen (1634-1664). El matrimoni va tenir set fills:
- Carles Alexandre (1684-1737), duc de Wurttemberg-Winnental, i després duc de Wurtemberg (1733-1737), casat amb Maria Augusta de Thurn i Taxis (1706-1756).
- Dorotea (1685-1687)
- Frederic (1686-1693)
- Enric (1687-1734)
- Maximilià (1689-1709)
- Frederic Carles (1690-1734) mort a la batalla de Guastalla, i casat amb Úrsula de Alten Brockum (1706-1743).
- Cristiana (1694-1729). casada amb Guillem de Brandeburg-Ansbach (1685-1723).